# بریلی، نیو ساوت ولز
بریلی (به انگلیسی: Berrilee) یک حومه شهر در استرالیا است که در نیو ساوت ولز واقع شده‌است.